# Тамаш Прішкін
Тамаш Прішкін (угор. Priskin Tamás, нар. 27 вересня 1986, Комарно) — угорський футболіст словацького походження, нападник клубу «Слован» і національної збірної Угорщини.

## Клубна кар'єра
Народився 27 вересня 1986 року в словацькому місті Комарно на кордоні з Угорщиною. Починав займатися футболом у школі місцевого клубу «Комарно», а в 15 років перебрався через кордон до сусіднього угорського Дьйора, продовживши заняття футболом в академії однойменного клубу.
У дорослому футболі дебютував 2003 року виступами за команду клубу «Дьйор», в якій провів три сезони, взявши участь у 67 матчах чемпіонату. Більшість часу, проведеного у складі «Дьйора», був основним гравцем команди. У складі «Дьйора» був одним з головних бомбардирів команди, маючи середню результативність на рівні 0,36 голу за гру першості.
Своєю грою за цю команду привернув увагу представників тренерського штабу англійського «Вотфорда», до складу якого приєднався 2006 року. Відіграв за клуб з Вотфорда наступні три сезони своєї ігрової кар'єри. Граючи у складі «Вотфорда» також здебільшого виходив на поле в основному складі команди. Частину 2008 року провів в оренді у «Престон Норт-Енд».
2009 року перейшов до іншої англійсько команди, «Іпсвіч Тауна», на контракті з якою перебував до січня 2012 року. За цей час також встиг пограти на орендних умовах за «Квінз Парк Рейнджерс», «Свонсі Сіті» і «Дербі Каунті».
19 січня 2012 року на правах вільного агента уклав контракт на 3,5 роки з російським клубом «Аланія». Залишив Росію наприкінці 2013 року і невдовзі став гравцем віденської «Аустрії», яка, втім на нього не розраховувала і відразу ж віддала в оренду до «Маккабі» (Хайфа).
2014 року, після восьмирічної перерви, повернувся до «Дьйора», який через фінансові негаразди незадовго до того було понижено у класі до третьої угорської ліги. Попри це Прішкін повністю відіграв у команді сезон, після чого влітку 2015 року став гравцем братиславського «Слована».

## Виступи за збірні
2005 року отримав угорське громадянство і протягом 2005—2006 років залучався до складу молодіжної збірної Угорщини. На молодіжному рівні зіграв у 6 офіційних матчах, забив 2 голи.
Того ж 2005 року дебютував в офіційних матчах у складі національної збірної Угорщини. Наразі провів у формі головної команди країни 54 матчі, забивши 17 голів.

## Досягнення
- Володар Кубка Словаччини (1):

«Слован»: 2016/17